# Honda NSX
Honda NSX, eller Acura NSX i Nordamerika, är en sportbil som producerats i två generationer sedan 1990 av den japanska biltillverkaren Honda. Modellen har en mittmonterad V6-fyrtaktsmotor av rent aluminium. NSX är Hondas första produkt i denna klass.

## Första generationen (1990-2005)
År 1984 beställde Honda ett designarbete från den italienska bildesignern Carrozzeria Pininfarina, som skulle designa prototypen HP-X (Honda Pininfarina eXperimental). Efter att Honda hade beslutat att aktivt driva igenom projektet, hade konceptbilen HP-X utvecklats till prototypen NS-X (New Sportscar eXperimental).
Prototypen NS-X och den slutliga seriebilen NSX designades slutligen av en grupp som leddes av japanerna Ken Okuyama och Shigeru Uehara, som senare skulle ingå i verksamheten för S2000-projektet.
NSX hade Hondas på den tiden revolutionerande förbränningsmotor VTEC, med variabla ventiltider och elektronisk kontroll. Motorn uppfanns av ingenjören Ikuo Kajitani.
Honda NSX var ursprungligen designad för att konkurrera med Ferrari 328 och den senare modellen 348.

### Versioner
| Modell  | Årsmodell | Motor              | Cylindervolym | Effekt | Bränslesystem      |
| ------- | --------- | ------------------ | ------------- | ------ | ------------------ |
| NSX     | 1990-1997 | 6-cyl V-motor DOHC | 2977 cm³      | 274 hk | Bränsleinsprutning |
| NSX aut | 1990-2005 | 6-cyl V-motor DOHC | 2977 cm³      | 256 hk | Bränsleinsprutning |
| NSX     | 1998-2005 | 6-cyl V-motor DOHC | 3179 cm³      | 280 hk | Bränsleinsprutning |

## Andra generationen (2016-2022)
Tio år efter att den första generationen slutat tillverkas presenterades en andra generation NSX. Den nya bilen har en hybriddrivlina där den mittmonterade ottomotorn kompletteras av tre stycken elmotorer: två på framaxeln och en på bakaxeln. Tillsammans genererar motorerna en systemeffekt på 571 hk och ett vridmoment på 646 Nm.

### Versioner
| Modell | Årsmodell | Motor              | Cylindervolym | Effekt | Bränslesystem                               |
| ------ | --------- | ------------------ | ------------- | ------ | ------------------------------------------- |
| NSX    | 2016-     | 6-cyl V-motor DOHC | 3493 cm³      | 500 hk | Direktinsprutning, biturbo + 3 st elmotorer |

## Galleri

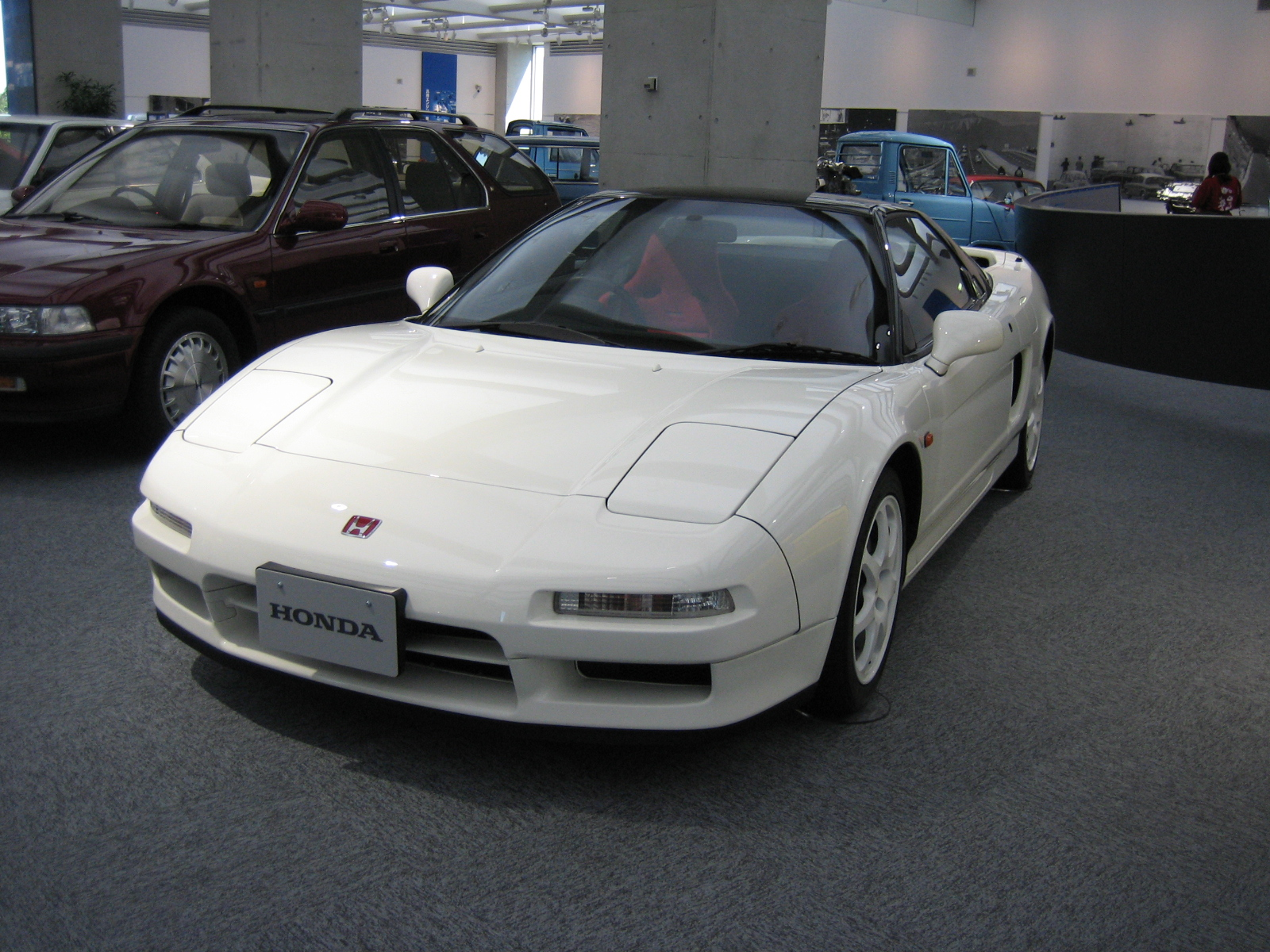
Första generationen NSX.
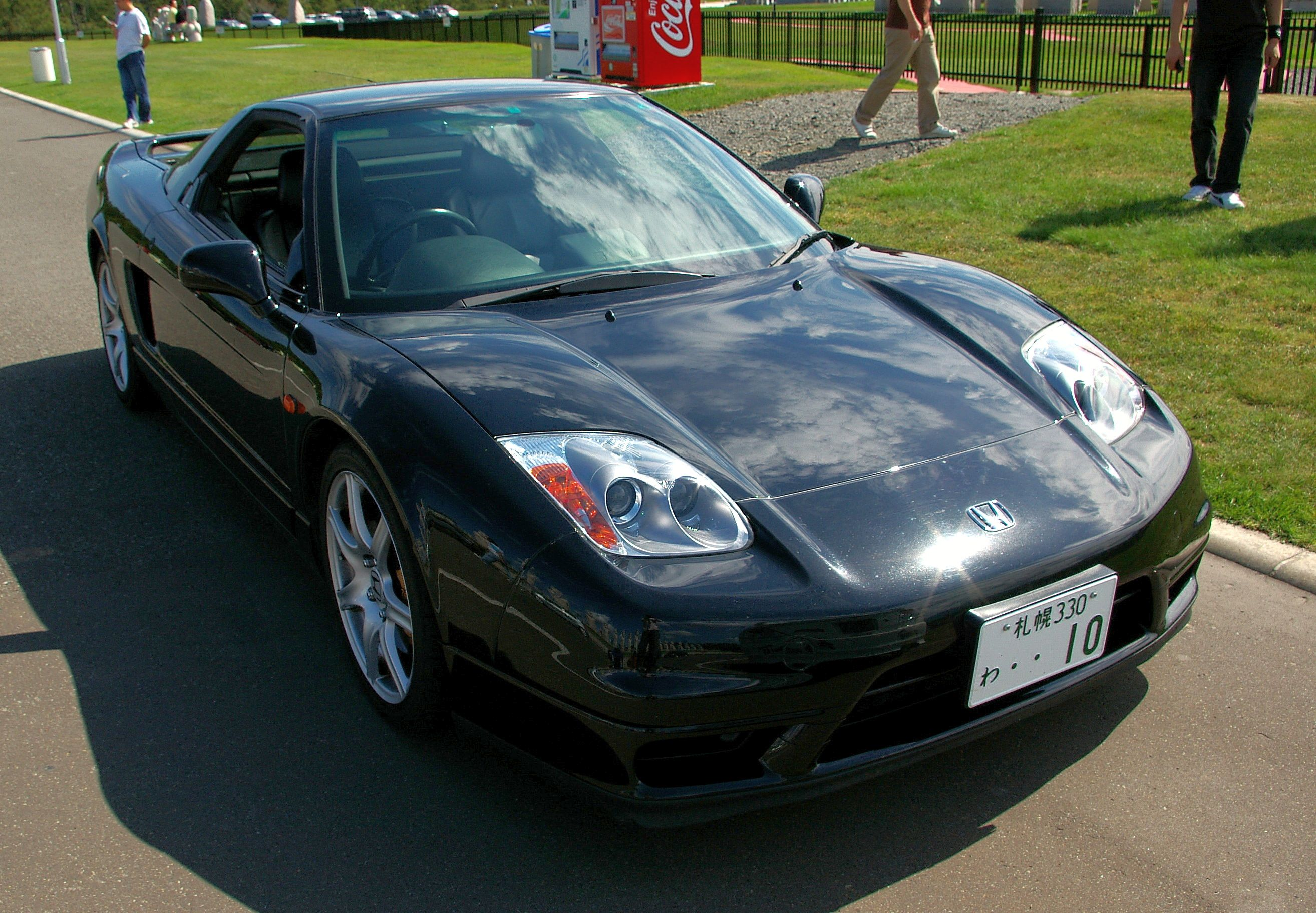
Ansiktslyft första generationen NSX.
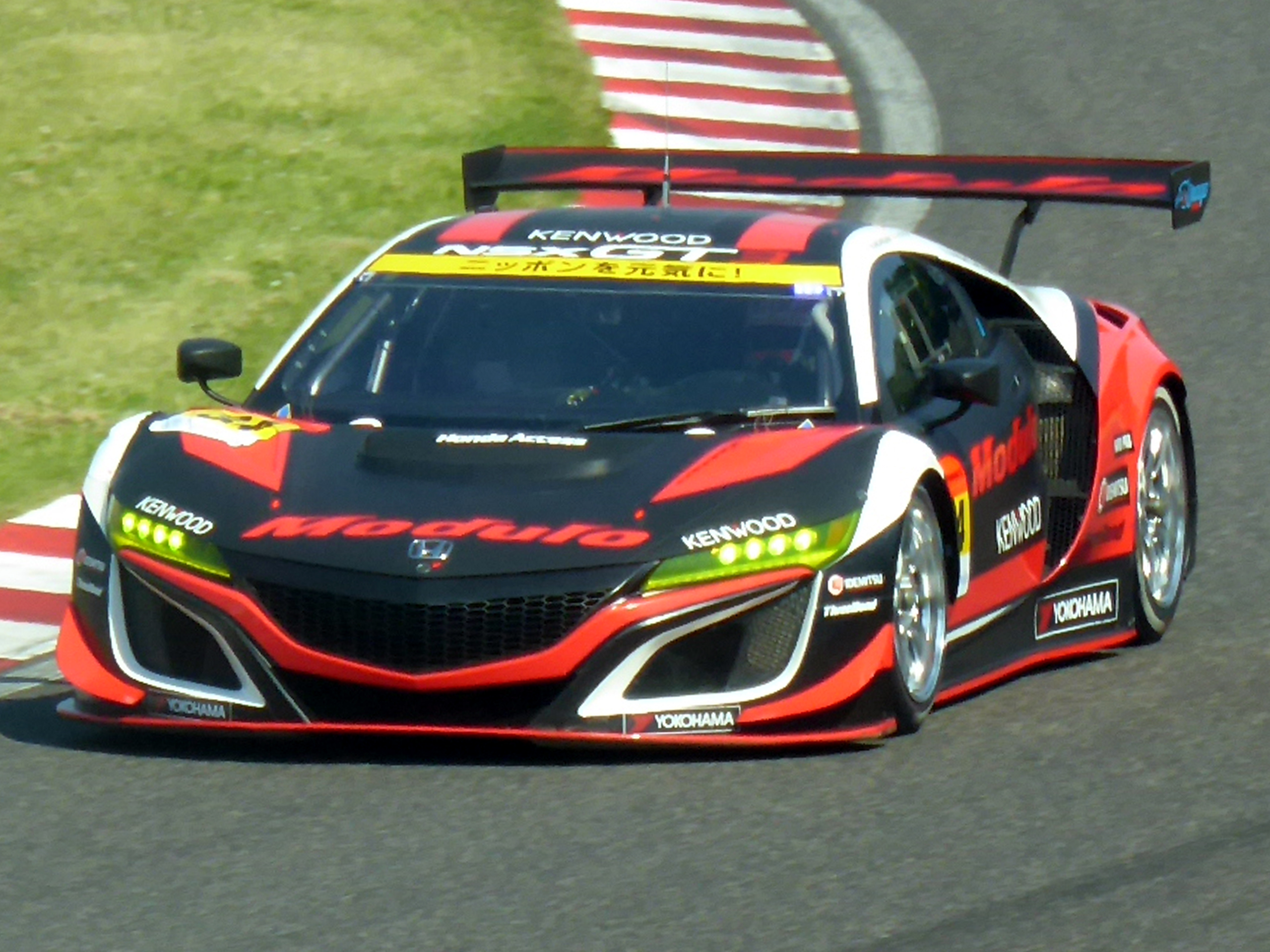
Andra generationen Honda NSX GT3.